# Mika Ojala
 Mika Ojala (nacido el 21 de junio de 1988 en Paimio, Finlandia) es un futbolista finlandés que juega como extremo derecho en la Veikkausliiga finlandesa en el FC Inter Turku y es internacional con su selección. Después de pasar su carrera juvenil en las categorías inferiores del FC Inter Turku, comenzó su carrera profesional en el VG-62, antes de firmar un contrato con el Inter Turku a la edad de 18 años en 2006. En la temporada 2008/09, además de conseguir ser campeón de la Veikkausliiga, logró hacerse con la distinción de centrocampista del año, que revalidaría en 2011 y 2012.En el 2009 con el Inter Turku gana la Copa de Finlandia.
En la temporada 2013 fichó por el equipo sueco de la Allsvenskan, primera división sueca, BK Häcken en donde no terminó de cuajar y retorno al FC Inter Turku, donde después de estar una temporada fichó por el equipo alemán VfR Aalen.  

## Selección nacional
Ojala hizo su debut internacional en enero de 2010, con 21 años, en el partido que acabó con derrota finlandesa por 0 a 2 contra Corea del Sur.